# 哈勒姆海茨 (佛羅里達州)
哈勒姆海茨（英語：Harlem Heights）是位於美國佛羅里達州李縣的一個人口普查指定地區。

## 地理
哈勒姆海茨的座標為26°31′00″N 81°55′41″W / 26.51667°N 81.92806°W，而該地最高點為海拔高度1米（即3英尺）。

## 人口
根據2010年美國人口普查的數據，哈勒姆海茨的面積為2.10平方千米，當中陸地面積為2.10平方千米，而水域面積為0.00平方千米。當地共有人口1065人，而人口密度為每平方千米507人。